# 杜衍县
杜衍县，中国古县名，
县治位于今河南省南阳市卧龙区潦河镇，西汉置，属南阳郡。因伏牛山南麓岗丘到此消失，变为平衍，故名。战国时名衍邑，汉高帝七年，封郎中王翳为侯国，后来王莽将其更名为“闰衍”。东汉建武三年（27年），祭遵击叛将邓奉弟众于此，西晋时期废之。

## 名人
- 杜周